# Taishi (Osaka)
Pour les articles homonymes, voir Taishi.
Taishi (太子町, Taishi-chō) est un bourg du district de Minamikawachi, dans la préfecture d'Osaka, au Japon.
Au 1er octobre 2014, la population s'élevait à 13 929 habitants, répartis sur une superficie de 14,17 km2.

Taishi au sein de la préfecture d'Osaka.

## Géographie
- Mont Nijō